# إغراق السفينة رينبو واريور

رسم توضيحي للسفينة رينبو واريور

عملية إغراق السفينة رينبو واريور، والتي أطلق عليها رمزيًا اسم العملية الشيطانية، كانت عملية قام بها قسم الأعمال (فرع) في المخابرات الفرنسية الخارجية، التي يطلق عليها اسم Direction Générale de la Sécurité Extérieure (الإدارة العامة للأمن الخارجي (DGSE))، وتم تنفيذها في العاشر من يوليو عام 1985. وأثناء تلك العملية، قام عميلان سريان بإغراق سفينة القيادة التابعة لأسطول منظمة السلام الأخضر (Greenpeace)، والمعروفة باسم راينبو واريور، في ميناء أوكلاند، في نيوزيلاندا. وكانت الحكومة الفرنسية ترغب في منع السفينة من التدخل في اختبار أسلحة نووية كان مخططًا لتنفيذه في موروروا.
وقد غرق فرناندو بيريرا، ويعمل مصورًا فوتوغرافيًا، على متن السفينة التي تم إغراقها. وقد تم اعتقال عميلين فرنسيين على يد شرطة نيوزيلاندا بتهمة التزوير في جوازات السفر وبتهم تتعلق بالهجرة. وقد تم اتهامهما بالحرق العمدي للممتلكات والتآمر للإحراق العمدي للممتلكات والإضرار العمدي والقتل. وكجزء من اتفاق تفاوضي لتخفيف العقوبة، أقرا بأنهما مذنبان فيما يتعلق بجريمة القتل الخطأ، وتم الحكم عليهما بالسجن لمدة عشر سنوات، لم يقضيا منها في السجن إلا أكثر قليلاً من عامين. وقد أدت الفضيحة الناجمة عن ذلك إلى استقالة وزير الدفاع الفرنسي تشارلز هرنو.

## إغراق السفينة
تجول العميلان الفرنسيان اللذان كانا يتظاهران بأنهما من الأنصار أو السياح المهتمين بالسفينة في السفينة أثناء فترة فتحها أمام العامة. وتطوعت عميلة الإدارة العامة للأمن الخارجي (DGSE) كرستين كابون ، التي كانت متخفية تحت اسم عالمة البيئة فريدريك بونليو ، للعمل في مكتب منظمة السلام الأخضر في أوكلاند. وقد قامت كابون بشكل سري بمراقبة الاتصالات الواردة من رينبو واريور وقامت بتجميع الخرائط وتجميع المعلومات عن المعدات الموجودة تحت المياه، من أجل توفير المعلومات الضرورية لإغراق السفينة.
وبعد تجميع المعلومات الضرورية، قام غطاسان تابعان للإدارة العامة للأمن الخارجي بتوصيل لغمين لاصقين بسفينة رينبو واريور، وقاما بتفجيرهما بفاصل زمني 10 دقائق عن بعضهما البعض. وقد انفجرت القنبلة الأولى الساعة 11:38 مساءً، وقد أدت إلى عمل فتحة كبيرة تقريبًا بنفس حجم سيارة عادية. وقد كان العميلان يهدفان من اللغم الأول إلى إعاقة السفينة، حتى يتم إخلاؤها بشكل آمن مع حلول وقت تفجير اللغم الثاني. ومع ذلك، لم يستجب طاقم السفينة للانفجار الأول كما توقع العميلان. وأثناء إخلاء السفينة بشكل مبدئي، عاد بعض أفراد طاقم السفينة إليها مرة أخرى لاستكشاف الأمر وتصوير الأضرار. وقد عاد مصور برتغالي-هولندي، هو فيرناندو بيريرا، إلى تحت سطح السفينة لإحضار الكاميرا الخاصة به. وبحلول الساعة 11:45 مساءً، انفجرت القنبلة الثانية. وقد غرق بيريرا بسبب المياه المتدفقة بشدة التي نجمت عن الانفجار، في حين أن باقي أفراد طاقم السفينة العشرة الآخرين إما غادروا السفينة بسلام بعد أمر قائد السفينة بيتر ويلكوكس أو قُذفوا في المياه بسبب الانفجار الثاني. ثم غرقت سفينة رينبو واريور بعد ذلك بأربع دقائق.

## تورط فرنسا
لقد كانت العملية الشيطانية بمثابة كارثة على العلاقات العامة. ونفت فرنسا، التي كانت حليفًا لنيوزيلاندا، في البداية المشاركة في الحادث وانضمت إلى من أدانوه ووصفته بأنه عمل إرهابي. وقد نفت السفارة الفرنسية في ويلينجتون المشاركة في هذا الحادث، وقالت «إن الحكومة الفرنسية لا تتعامل مع من يعارضونها بتلك الطريقة».
وبعد التفجير، بدأت شرطة نيوزيلاندا أكبر عملية تحقيقات في تاريخ الدولة. وقد هرب أغلب العملاء المشكلين للفريق من نيوزيلاند، إلا أنه تم تحديد اثنين من العملاء، وهما النقيب دومينيك بريور والقائد آلين مافارت، على أنهما مشتبه بهما. وقد تم الكشف عن هوية صوفي وآلان تورنغ، واللذان كانا يتظاهران بأنهما زوج وزوجته، من خلال مساعدة مجموعة مراقبة الحي، وتم اعتقالهما. وقد تم إخضاعهما للتحقيق وتم توجيه الأسئلة لهما. وفي حين أنهما كانا يحملان جوازات سفر سويسرية، تم الكشف عن هويتهما، بالإضافة إلى مسئولية الحكومة الفرنسية عن الحادث.
وتم اعتقال ثلاثة عملاء آخرين هم الرقيب أول بحري رولاند فيرج وضابط الصف البحري بارتيلو وضابط الصف البحري جيرارد آندريس، الذي أبحر إلى نيوزيلاندا على متن اليخت أوفيا، على يد الشرطة الأسترالية في جزيرة نورفولك، إلا أنه تم إطلاق سراحهم وذلك لأن القانون الأسترالي لم يسمح باعتقالهم إلى أن يتم الحصول على نتائج فحوصات الطب الشرعي. ثم التقطتهم الغواصة الفرنسية روبيس، التي قامت بإغراق اليخت أوفيا.
ولم يتم القبض على العميل السادس، لويس بيير ديلايس، وهو قائد العملية، ولم يتم توجيه أي تهم إليه. وقد اعترف باشتراكه من خلال مقابلة شخصية أجريت معه عبر قناة TVNZ التابعة لدولة نيوزيلاندا في عام 2005.
وقد أقر مافارت وبريور بأنهما مدانان بالقتل الخطأ وتم الحكم عليهما بالسجن لمدة 10 سنوات في الثاني والعشرين من نوفمبر، 1985. وقد هددت فرنسا بفرض حظر اقتصادي على صادرات نيوزيلاندا إلى السوق الأوروبية المشتركة إذا لم يتم الإفراج عن هذين الشخصين. ومثل هذا الإجراء كان يمكن أن يعيق الاقتصاد النيوزيلندي، الذي كان يعتمد على الصادرات الزراعية إلى بريطانيا.

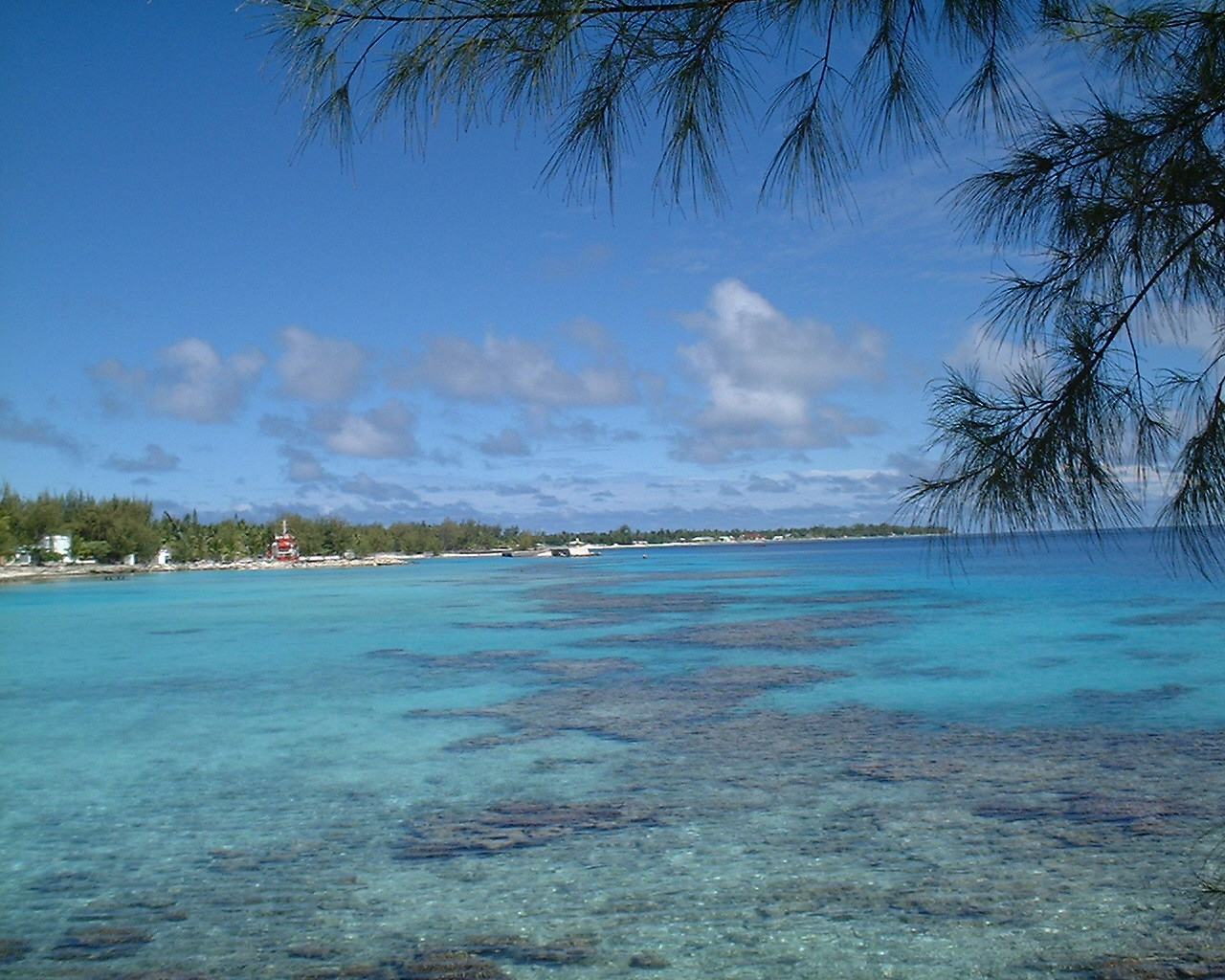
جزيرة هاو المرجانية

في يونيو من عام 1986، ومن خلال اتفاق سياسي مع رئيس وزراء نيوزيلاندا ديفيد لانج، تحت رئاسة الأمين العام للأمم المتحدة خافيير بيريز دي سيولار، وافقت فرنسا على دفع 13 مليون دولار نيوزيلندي (ما يساوي 6.5 مليون دولار أمريكي) إلى نيوزيلاندا بالإضافة إلى تقديم اعتذار، في مقابل أن يتم سجن آلين مافارت ودومينيك بيريور في القاعدة العسكرية الأمريكية في جزيرة هاو المرجانية لمدة ثلاثة أعوام. ومع ذلك، تمت إعادة كلا العميلين إلى فرنسا بحلول مايو 1988، بعد أقل من عامين في الجزيرة المرجانية. وقد عاد مافارت إلى باريس في الرابع عشر من ديسمبر عام 1987 لتلقي العلاج الطبي، ويبدو أنه تم إطلاق سراحه بعد تلقي العلاج. وقد استمر في الجيش الفرنسي، وتمت ترقيته إلى رتبة الكولونيل في عام 1993. وقد عادت بريور إلى فرنسا في السادس من مايو 1988، لأنها كانت حاملاً، حيث تم السماح لزوجها بالانضمام إليها في الجزيرة المرجانية. وقد تم تحريرها هي الأخرى، وتمت ترقيتها بعد ذلك. وقد تم الإقرار بأن إخراج العملاء من جزيرة هاو وعدم إعادتهم إليها مرة أخرى يعد بمثابة انتهاك لاتفاقية عام 1986.
وقد أخلت لجنة تقصي حقائق ترأسها برنارد ترايكوت مسئولية الحكومة الفرنسية عن أي مشاركة في الحادث، حيث قالت إن العملاء الذين تم القبض عليهم، الذين لم يكونوا قد أقروا بذنبهم بعد، كانوا يتجسسون على منظمة السلام الأخضر فقط. وعندما ادعت ذا تايمز ولوموند أن الرئيس ميتران قد وافق على التفجير، استقال وزير الدفاع تشارلز هرنو وتم فصل رئيس الإدارة العامة للأمن الخارجي، الأدميرال بيير لاكوست. وفي النهاية، اعترف رئيس الوزراء الفرنسي لوران فابيوس بأن التفجير تم بتخطيط فرنسي: في الثاني والعشرين من سبتمبر عام 1985، حيث استدعى الصحفيين إلى مكتبه لقراءة بيان مكون من 200 كلمة قال فيه: «إن الحقيقة قاسية»، وأقر بأنه كان هناك تستر على الأمر، وقال إن «عملاء الاستخبارات الفرنسية قاموا بإغراق هذا القارب. لقد كانوا يعملون وفق الأوامر التي تلقوها.»

## النتائج المترتبة

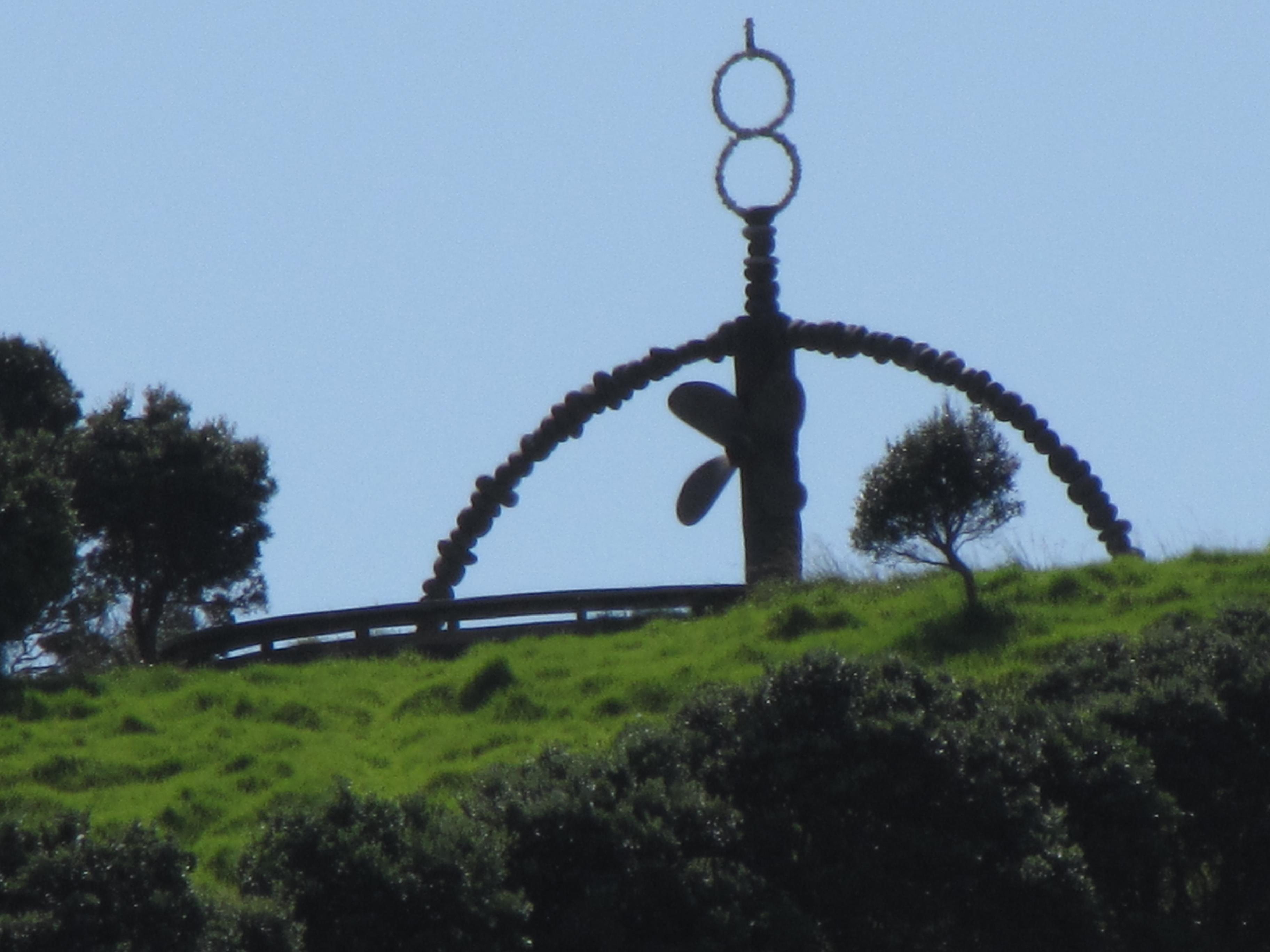
النصب التذكاري لسفينة رينبو واريور، في خليج ماتاوري في نورثلاند، بنيوزيلاندا.

في أعقاب التفجير، أبحر أسطول صغيرة من اليخوت الخاصة النيوزيلاندية إلى ماروروا للتظاهر ضد اختبارات الأسلحة النووية الفرنسية.
وفي ذلك الوقت، تم إيقاف اختبارات الأسلحة النووية الفرنسية في المحيط الهادئ. ومع ذلك، تم إجراء سلسلة أخرى من الاختبارات في عام 1995. وفي عام 1987، وتحت الضغط الدولي، دفعت الحكومة الفرنسية 8.16 مليون دولار إلى منظمة السلام الأخضر.
وقد تم إعادة تعويم السفينة رينبو واريور من أجل فحصها للحصول على الأدلة. وقد تم التوصل إلى أنه لا يمكن إصلاحها وتم إغراقها في خليج ماتاوري، بالقرب من جزر كافالي، في الثاني عشر من ديسمبر 1987، لكي تستخدم كحطام للغوص وملاذ للأسماك. وقد تم نزع صواريها وعرضها في متحف دارجافيل البحري.
وقد تسبب عدم إدارة القادة الغربيين لهذا الانتهاك لسيادة دولة صديقة في حدوث تغيير كبير في سياسة نيوزيلاندا الخارجية والدفاعية. وقد أبعدت نيوزيلاندا نفسها عن حليفها التقليدي، الولايات المتحدة، وقامت ببناء علاقات مع دول صغيرة في جنوب المحيط الهادئ، مع الاحتفاظ بعلاقات ممتازة مع أستراليا، وبشكل أقل مع المملكة المتحدة.
وفي عام 2005، اعترف الأدميرال بيير لاكوست، رئيس الإدارة العامة للأمن الخارجي، بأن حالات الوفاة ألقت بتبعاتها على ضميره، وقال إن الهدف من العملية لم يكن القتل. كما قال إن فرانسوا ميتيران، وهو الرئيس الفرنسي في ذلك الحين، قد منح الإذن شخصيًا بتنفيذ تلك العملية. وقد اعترف بوجود ثلاثة فرق: فريق اليخت، وفريق الاستطلاع واللوجستيات (الذين تمت مقاضاتهم بشكل ناجح)، بالإضافة إلى فريق مكون من رجلين قام بتنفيذ التفجير ولم يتم تأكيد هويات المشاركين فيه إطلاقًا.
وقد تم نشر طبعة تذكارية للاحتفاء بالذكرى العشرين للكتاب الصادر في عام 1986 عيون النار: آخر رحلة لسفينة رينبو واريور (Eyes of Fire: The Last Voyage of the Rainbow Warrior)، الذي كتبه الكاتب النيوزيلاندي ديفيد روبي والذي كان موجودًا على متن السفينة عندما تم تفجيرها، وقد تم نشره في يوليو من عام 2005. وقد تمت استضافته في شبكة TVNZ في الثامن من أغسطس عام 2006 حول الحكم الصادر عن محكمة الاستئناف.
وكذلك، في تلك الذكرى، حاولت شبكة تلفزيون نيوزيلاند (TVNZ) الوصول إلى فيديو تم تسجيله في جلسة الاستماع التمهيدية التي أقر فيها العميلان بأنهما مذنبان. وقد تم الاحتفاظ بالفيديو في سجلات المحكمة منذ إنهاء الإجراءات الجنائية بفترة قصيرة. وقد عارض العميلان الكشف عن هذا المقطع، رغم أنهما قد كتبا كتبًا عن الحادث، وقد رفعا قضية خسراها أمام محكمة استئناف نيوزيلاندا، ثم بعد ذلك، أمام المحكمة العليا النيوزيلاندية.
في السابع من أغسطس عام 2006، رفض القضاة هاموند وأوريجان وأرنولد الاستئناف المقدم من العميلين الفرنسيين السابقين وقامت شبكة تلفزيون نيوزيلاندا ببث موافقتهما على الإدانة في نفس اليوم. ومع ذلك، بعد يومين، غير القضاة حكمهم، مما أدى إلى حظر بث ذلك المقطع على الويب وبثه بعد ذلك عبر التلفزيون.
في عام 2006، كشف أنطوان رويال عن أن أخيه جيرارد رويال قد قال إنه شارك في زرع القنبلة. وقد كانت أختهم السياسية في الحزب الاشتراكي سيجولين رويال التي خاضت الانتخابات الفرنسية الرئاسية. وقد أشارت بعض المصادر الأخرى إلى أن رويال كان مجرد قائدًا لزودياك، وقد أعلنت حكومة نيوزيلاندا أنه لن تكون هناك أي طلبات لتسليم المجرمين حيث تم إغلاق القضية.
ويعمل لويس بيير ديلايس حاليًا مديرًا تنفيذيًا في شركة أمريكية تابعة لشركة تصنيع الأسلحة البلجيكية إف إن هيرستال ويعيش في ولاية فيرجينيا الأمريكية. ومما يدعو للسخرية أن الحكومة النيوزيلاندية كانت تشتري الأسلحة من شركة إف إن هيرستال. وما زالت منظمة السلام الأخضر تحاول تسليم ديلايس بسبب مشاركته في حادث الإغراق.
ويذكر موقع ويب منظمة السلام الأخضر أنه في الرابع عشر من أكتوبر 2011، أطلقت المنظمة سفينة جديدة أطلق عليها اسم رينبو واريور 3. ويقول موقع الويب إنها سفينة إبحار تحتوي على محرك كهربي إضافي.

## وصلات خارجية
- The Rainbow Warrior Conspiracy  في قاعدة بيانات الأفلام على الإنترنت (بالإنجليزية) (Australia 1989)
- The Rainbow Warrior  في قاعدة بيانات الأفلام على الإنترنت (بالإنجليزية) (New Zealand 1992)
- The Boat and the Bomb  في قاعدة بيانات الأفلام على الإنترنت (بالإنجليزية) (United Kingdom and Netherlands 2005)
- L' Affaire du Rainbow Warrior  في قاعدة بيانات الأفلام على الإنترنت (بالإنجليزية) (France 2006, concentrating on the experience of French journalists)